# Syllis bella
Syllis bella är en ringmaskart som beskrevs av Chamberlin 1919. Syllis bella ingår i släktet Syllis och familjen Syllidae. Inga underarter finns listade i Catalogue of Life.